# آر سپر
آر سپر یک ستاره است که در صورت فلکی سپر قرار دارد.